# 小西昌幸
小西 昌幸（こにし まさゆき、1956年3月30日 - ）は、日本の文化プロデューサー。徳島県板野郡北島町出身。
徳島県の北島町立図書館・創世ホールでユニークな企画を開催するほか、ミニコミ発行や個人出版で知られる。海野十三の会副会長。日本推理作家協会、徳島アイルランド音楽愛好会会員。サラリーマン・パンク同盟代表。

## 来歴
1978年、中京大学文学部心理学科卒業。1979年、北島町役場に就職。税務課等を経て、1994年より北島町立図書館・創世ホールで企画広報を担当し、2012年3月まで同ホール館長。2000年には徳島謄写印刷研究会を結成、事務局長を務める。
創世ホールでは、独自性の高い講演や音楽などの文化企画が多数実施されている。
2016年3月末で北島町役場を定年退職（最後の役職は町教育次長）、その後2年間は嘱託職員として週4日創世ホールに勤務。2018年3月をもってそれも卒業した。退職後は年金生活の傍ら、ボランティアで「創世ホール通信」裏の文化ジャーナル面執筆を担当している。

- 創世ホール開館十五周年 自主事業の足跡(1)（創世ホール「文化ジャーナル」2009年6月号）
- 創世ホール開館十五周年 自主事業の足跡(2)（創世ホール「文化ジャーナル」2009年7月号）

## ミニコミ・個人出版
中京大学在学中の1976年、ミニコミ『ハードスタッフ』を創刊。ロック・特撮・幻想文学などの話題を中心とした密度の濃い内容で高い評価を受ける。また、「先鋭疾風社」として個人出版も行っている。これらの出版物は、印刷史の研究やブックデザインで知られる府川充男が外装を手がけることもある。
先鋭疾風社の単行本には以下のものがある。
- 小西昌幸編 『板坂剛の世界』（1981年）
- 板坂剛 『世紀末文化考』（1984年）
- 海野十三の会編 『JU通信・復刻版』（1998年）
- 海野十三の会編、池田憲章・佐野英・瀬名堯彦・山前譲監修 『海野十三メモリアル・ブック』（2000年）